# 11584 Ференчі
11584 Ференчі (11584 Ferenczi) — астероїд головного поясу, відкритий 10 серпня 1994 року.
Тіссеранів параметр щодо Юпітера — 3,214.